# فرموسا دو سول
فرموسا دو سول (به پرتغالی: Formosa do Sul) یک منطقهٔ مسکونی در برزیل است که در سانتا کاتارینا واقع شده‌است. فرموسا دو سول ۱۰۰٬۱۰۵ کیلومتر مربع مساحت و ۲٬۴۹۵ نفر جمعیت دارد.